# Jackelin Díaz
Jackelin Díaz Farias (14 de mayo de 1978) es una deportista venezolana que compitió en judo.
Ganó tres medallas de bronce en el Campeonato Panamericano de Judo entre los años 1998 y 2000. Participó en los Juegos Olímpicos de Sídney 2000, donde fue eliminada en la primera ronda de la categoría de –52 kg.

## Palmarés internacional
| Campeonato Panamericano | Campeonato Panamericano         | Campeonato Panamericano | Campeonato Panamericano |
| Año                     | Lugar                           | Medalla                 | Categoría               |
| ----------------------- | ------------------------------- | ----------------------- | ----------------------- |
| 1998                    | Santo Domingo (Rep. Dominicana) | Medalla de bronce       | –52 kg                  |
| 1999                    | Montevideo (Uruguay)            | Medalla de bronce       | –52 kg                  |
| 2000                    | Orlando (Estados Unidos)        | Medalla de bronce       | –52 kg                  |